# 河西桥
河西桥位于浙江省温州市瑞安市陶山镇花园底村西首，建于南宋，东西走向，跨河西河，为五孔石梁柱桥。桥长24.5米，宽3.1米，高3.35米，其用材、结构和八卦桥相似。2005年3月16日列入浙江省文物保护单位，2013年5月列入第七批全国重点文物保护单位。